# Бьелер, Клаудио
Кла́удио Бье́лер (полностью — Клаудио Даниэль Бьелер исп. Claudio Daniel Bieler; род. 1 марта 1984 в Вера, Аргентина) — эквадорский футболист аргентинского происхождения, нападающий клуба «Атлетико Рафаэла».
Наибольшую известность получил по выступлениям за эквадорский клуб «ЛДУ Кито», в составе которого он выиграл Кубок Либертадорес 2008, Южноамериканский кубок 2009 и стал лучшим бомбардиром в нескольких турнирах.

## Биография
Клаудио Бьелер родился в городе Вера в провинции Санта-Фе и начал карьеру в клубе Примеры Аргентины «Колон». В 2006—2007 гг. он успешно выступал за клуб Второго дивизиона Аргентины «Атлетико Рафаэла». Конец сезона он провёл в составе чилийского гранда «Коло-Коло», где успел стать чемпионом этой страны. В 2008—2009 гг. Бьелер выступал за эквадорский ЛДУ Кито, где сразу стал игроком основного состава.
В розыгрыше Кубка Либертадорес 2008, когда ЛДУ впервые в своей истории выиграл самый престижный международный турнир, Бьелер отметился 4 забитыми голами (плюс реализованный пенальти в послематчевой серии в 1/4 финала), став одним из ключевых игроков команды в нападении. Он стал одним из лучших игроков в розыгрыше того турнира.
По итогам сезона 2008 Бьелер стал лучшим бомбардиром своей команды в чемпионате Эквадора с 17 голами. В чемпионате Эквадора 2009 года Бьелер забил 22 гола и значительно опередил своих преследователей в бомбардирской гонке. Кроме того, Бьелер с 8 мячами стал лучшим бомбардиром Южноамериканского кубка 2009. Клаудио вошёл в символическую сборную Южной Америки по итогам 2009 года.
С 2010 года футболист присоединился к аргентинскому «Расингу». За тот год Бьелер провёл в составе «Расинга» 36 матчей, в которых забил 8 голов. Руководство клуба осталось недовольным такими показателями нападающего. В январе 2011 года игрок на правах аренды перешёл в «Ньюэллс Олд Бойз».
4 февраля 2010 года Клаудио Бьелер был вызван Диего Марадоной в расположение сборной Аргентины. Ещё в бытность игроком ЛДУ в Эквадоре возникали разговоры по поводу возможности принятия Бьелером гражданства этой страны, чтобы тот смог выступать за национальную команду. Сам игрок говорил, что не отказался бы от такой возможности. Однако Бьелер откликнулся на вызов Марадоны и хотел приехать в лагерь сборной Аргентины, но этому помешала травма футболиста. В мае того же года он начал процедуру оформления гражданства Эквадора. В июле 2011 года процесс натурализации был окончательно завершён. Бьелер отправился в годичную аренду из «Расинга» в ЛДУ.
В конце 2012 года перешёл в клуб MLS «Спортинг Канзас-Сити», подписав контракт по правилу назначенного игрока. Свой дебютный гол за «Спортинг» забил в первом же матче за команду. Это произошло 2 марта 2013 года в игре против «Филадельфия Юнион», который его команда выиграла со счётом 3:1. 20 января 2015 года покинул «Спортинг КС» по взаимному согласию сторон.

## Титулы
клубные
- Чемпион Чили (1): Кл. 2007
- / Чемпион MLS (1): 2013
- Обладатель Кубка Либертадорес (1): 2008
- Обладатель Южноамериканского кубка (2): 2009, 2019
- Обладатель Рекопы (1): 2009

личные
- Лучший бомбардир чемпионата Эквадора (1): 2009
- Обладатель премии Альберто Спенсера лучшему нападающему эквадорского футбола (1): 2009
- Лучший бомбардир Южноамериканского кубка (1) 2009
- Участник символической сборной Южной Америки (1): 2009